# Беренгела Барселонска
Беренгела Барселонска, известна още и с името Беренгария, е кралица на Кастилия, Леон и Галисия, съпруга на кастилския крал Алфонсо VII.

## Биография
Беренгела е дъщеря на барселонския граф Рамон Беренгер III и на графинята на Прованс Дулсе I.
През ноември 1128 г., в Салданя, Беренгела е омъжена за Алфонсо VII, крал на Кастилия, Леон и Галисия. Двамата имат седем деца:
- Санчо III, крал на Кастилия (1134 – 1158);
- Рамон (ум. 1136)
- Фернандо II, крал на Леон (1137 – 1188);
- Констанса Кастилска (1138 – 1160), омъжена за френския крал Луи VII;
- Санча Кастилска (1139 – 1179), омъжена за наварския крал Санчо VII;
- Гарсия (1142 – 1145);
- Алфонсо (1144 – 1149).

Приживе на Беренгела на Иберийския полуостров се ражда ново политическо формирование: Португалия се отделя от Леон, създавайки нов политически баланс между християнските кралства на полуострова. Освен това брат ѝ Рамон Беренгер IV успява да прекрати зависимостта на Арагон от Кастилия, а красотата и очарованието на сестра му Беренгела помогнали този процес да се случи без големи политически сътресения. През 1175 една от племенниците на Беренгела, Дулсе Арагонска (дъщеря на Рамон Беренгер IV), се омъжва за втория португалски крал Санчо I.
Беренгела Барселонска умира в Паленсия на 15 януари 1149 г. и е погребана в катедралата Сантяго де Компостела. След смъртта ѝ крал Алфонсо VII се жени повторно – за полската принцеса Рикса от Силезия. След смъртта му Кралство Кастилия и Леон е поделено между двамата му сина от Беренгела Санчо и Фернандо.

## Цитирана литература
- Arco y Garay, Ricardo del (1954). Sepulcros de la Casa Real de Castilla. Madrid: Instituto Jerónimo Zurita, Consejo Superior de Investigaciones Científicas

- Bayó, Marina (1999). Catedral de Santiago de Compostela (1ª). Barcelona: Editorial Escudo de Oro S. A., ISBN 84-378-2095-2

- García Calles, Luisa (1972). Doña Sancha, hermana del Emperador. León: Centro de Estudios e Investigación "San Isidoro"

- Pérez González, Maurilio (1997). Crónica del Emperador Alfonso VII. León: Universidad de León, Secretariado de Publicaciones, ISBN 84-7719-601-X

- Vila Jato, Dolores; Díaz, Jaime (2000). Catedral de Santiago de Compostela. León: Editorial Everest S.A., ISBN 84-241-3622-5